# 城西村 (静岡県)
城西村（しろにしむら）は静岡県の西部、周智郡・磐田郡に属していた村。浜松市天竜区北部、水窪川下流沿岸にあたる。

## 地理
- 山：大洞山、亀ノ甲山
- 河川：水窪川

## 歴史
- 1903年（明治36年）12月1日 - 周智郡奥山村の一部（大字相月および奥領家の一部）が分立して周智郡城西村が発足。
- 1951年（昭和26年）7月1日 - 所属郡が磐田郡に変更。
- 1956年（昭和31年）9月30日 - 浦川町・佐久間村・山香村と合併して佐久間町が発足。同日城西村廃止。
- 2005年（平成17年）7月1日 - 佐久間町が浜松市に編入。
- 2007年（平成19年）4月1日 - 浜松市が政令指定都市に移行し、旧村域が天竜区となる。

## 交通

### 鉄道路線
- 日本国有鉄道
  - 飯田線
    - 相月駅 - 城西駅

1955年（昭和30年）11月11日まで白神駅が所在したが、佐久間ダムの建設による路線変更で廃止されている。上記2駅は同変更によって新設された駅である。

### バス路線
- 国鉄バス 天竜本線 - 飯田線の路線変更前に開設。